# 시바마타 여대생 방화 살인 사건
시바마타 여대생 방화 살인 사건(일본어: 柴又女子大生放火殺人事件)은 1996년 9월 9일에 도쿄도 가쓰시카구 시바 마타에서 발생한 방화 및 미수 관련 살인 사건이다. 일본 경시청에 의한 정식 명칭은 "시바마타산초메 여대생 살인, 방화사건" (柴又三丁目女子大生殺人・放火事件)이다. 수사가 계속되고 있지만 범인은 체포되지 않았고, 미해결 사건이다.

## 사건 개요
1996년 9월 9일 오후 4시 반경 도쿄도 가쓰시카구 시바마타 3가의 민가에서 화재가 발생하였다. 약 2시간 만에 진화되고 불탄 자리에서 조치 대학영어학과 4학년 여대생의 시신이 발견되었다. 피해자 여대생은 2일뒤 해외 유학을 앞두고 있었다. 시신은 입과 양손을 접착테이프로, 양 다리를 팬티 스타킹으로 묶여 있었으며, 목을 날카로운 칼에 찔린 점으로 보아 일본 경찰은 살인 사건으로 단정지었고, 현장의 상황이나 교우 관계등에서, 안면이 있는 범행이라고 추정된다. 2019년에도 범인은 채포되지 않았다.
사건에서 10년이 지난 2006년 9월에 양발을 묶는 방법이 "카라게 매듭(からげ結び)'"라는 특수한 방법이라는 것과 현장에 남겨진 성냥갑에서 가족 이외의 DNA가 발견된 것이 공개됐다.
2014년 9월에 2층에 시신에 내걸린 이불에 부착한 혈액으로부터 범인으로 생각되는 DNA형이 검출되면서 1층에서 발견된 성냥갑에 부착된 DNA형과 일치한 것으로 보도됐다.

## 사건 전후의 상황
사건 발생일에는 아침부터 비가 오락가락했고 오후부터 강하게 내리기 시작했다. 15시가 지나서는 더욱 거세지고 있었다. 아버지는 후쿠시마현에 출장, 언니도 일을 하지 않았고, 집에는 어머니와 피해자의 단둘이 있었다. 15시 50분 조금 전에 피해자가 화장실에 가기 위해서 자기 방에서 1층으로 내려왔다. 그녀는 출근 준비를 하던 어머니에게 "이렇게 비가 오는데, 자전거를 타실 거에요?"라고 말했다.이게 마지막 대화였다.
- 15:50 - 15:50 - 어머니가 일 때문에 집을 나감. 이때 현관은 잠기지 않았다.
- 16:15 경 - 근처 행인에 의하면 불은 나지 않았다.
- 16:35 - 화재발생
- 16:39 - 이웃집에서 119에신고.
- 18:00 경 - 내부 전소, 화재진화.

소방대원이 2층에서 피해자를 발견 즉시 병원으로 이송했지만 사망하였다.

## 피해자와 실내 모습
- 피해자는 2층의 부모님의 침실에서 아버지의 이불 위에서 뉘어져 여름용 이불을 머리에서 씌웠다. 이불 좌우의 가장자리에는 몸 밑에 끼여 있었다.
- 피해자는 목 오른쪽에 집중적으로 6군데 찔려 출혈로 죽어 있었다.
- 입에는 접착 테이프가 붙어 있었다.
- 양팔도 접착테이프에 묶여 있었다. 저항을 강하게 하였다고 보이는 상처가 손에 몇 군데 있고, 그 위에서 접착테이프가 감겨져 있어 양손은 살해 후에 묶인 것으로 보인다.
- 두 다리는 팬티스타킹으로 묶여 있었다. 카라게 매듭(からげ結び)은 조원, 비계 조립, 기모노 입기, 무대 의상, 종이 회수, 전기공사, 토목관계 등의 업종에서 이용한다. 조원업에서는 "카가리 매듭"이라고도 불린다.
- 옷맵시가 흐트러져 있었다.
- 피해자는 강간당해 있었다.셔츠는 얼굴까지 젖혀지고 브래지어는 찢겨져 시신 옆에 놓여 있었다.반바지와 팬티는 발 뒤꿈치 아래까지 내려져 있었다.
- 아버지가 평소 사용하는 슬리퍼가 2층에 있었다.

## 흉기
- 칼 - 소형 나이프처럼 날카로운 칼로 약 8cm칼날 폭 약 3cm으로 추정된다. 아직 찾지 못했다.
- 접착테이프 - 외부에서 가져와 사용되었다.

## 범인의 유류품
범인이 가져다 사용한 접착 테이프에 3종류의 개털이 붙어 있던 것이 2009년 1월에 밝혀졌다. 피해자는 한번도 개를 키운 적이 없고, 수사본부는 범인이 많은 개와 생활을 하고 있었을 가능성이 높다고 보고 있다.
2층에 있는 부쓰단 옆에 있는 성냥갑이 1층 현관 부근에 떨어지고, 거기서 A형 혈액형이 채취되었다. 피해자를 포함해 가족에게 A형 혈액형이 없다. 성냥갑은 범인이 불을 붙일 때 사용한 것으로 보인다.

## 범인상
접착 테이프가 사용된 것으로 보아 계획성이 엿보인다.

### 안면이 있다는 설
- 아버지의 슬리퍼가 2층에 있어 안면이 있는 사람을 집에 불러들였을 가능성이 있다.
- 범행이 남의 눈에 띄기 쉬운 저녁에 단시간에 행해졌다.
- 시신 상체에 머리부터 여름용 얇은 이불을 덮고 있었다.

### 스토커 설
- 유학 2일 전에 일어난 범행에서 볼 수 있다
- 사건 발생 약 10일 전인 1996년 8월 말 오전 0시경, 송별회로부터 귀가 도중 남자에게 미행 받아 역으로 돌아갔다.

### 강도 설
- 서랍이 털려 1만엔이 없어졌다. 그러나 옷장의 예금 통장, 유학을 위한 배낭에 있던 여행자 수표와 현금등 수십만엔은 온전히 있었다

## 현장 근처에서 목격된 수상한 사람
- 사건 당일 오후 4시 30분부터 40분경, 빗속을 우산도 쓰지 않고 현장 부근에서 역 쪽으로 뛰어간 20,30대 정도의 남자.
- 오후 4시경 도로에 서서 피해자 집의 모습을 엿보던 40대 정도의 남자.
- 오후 4시경, 피해 자택의 남쪽에서 자전거를 타던 30대 초반 정도의 남자.
- 오후 1시경, 피해 자택 부근에서 주부를 미행하고 집 앞에서 라이터를 만지작거리며 체조하던 40세 전후의 남자.
- 오전 9시부터 오후 3시까지 6시간동안 가나마치 공원 주변을 서성거리고 있던 하얀 장갑의 남자.
- 사건의 몇시간 전, 게이세이 다카사고 역에서 "시바마타 3가는 어디에 있습니까?"길을 묻고 있던 남자.
- 사건 전날 인 8일 오전 5시경 피해자 집 근처의 게시판 부근에서 "까불지마, 때려 죽이는 거야!"를 외치며 군가를 부르며 자전거로 달려간 남자. ("주간문춘" 1996년 9월 26일호)
- 사건 전 피해자 집을 보던 남자. 30대 후반, 키 약 160센치, 황토색 레인코트와 흑바지 차림(마이니치 신문)
- 사건 당일 오후 4시경 검은색 우산을 쓰고 현장 근처에 섰던 중년 남자. 이와 비슷한 남자가 사건 당일 아침, 게이세이 다카사고 역 부근에서 시바마타 3가 가는 길을 주부들에게 물었다.
- 사건 당일 오후 4시 반경, 현장 부근에서 비 속에 흰 장갑을 낀 20대 후반에서 30대 초반의 남자가 우산도 쓰지 않고 시바마타 역 방향으로 향해 달려갔다.